# 솔로몬 노섭
솔로몬 노섭(Solomon Northup, 1808년 7월 ~ ?)은 미국 뉴욕주에서 태어나 인질로 납치되어 노예로 팔렸던 사람이었다. 자유 흑인으로 자라와 가족을 가진 동안 농부와 바이올린 연주자로 일하였던 그는 남부로 유인되어 납치되었고, 10년의 세월 이상 동안 노예가 되어 끔찍한 폭력 상황을 견디었다. 1853년 그는 동료와 친구들의 도움으로 해방되었다.
노섭의 사망일과 사망지는 아직도 미확인된 상태이다. 그의 회고록 〈노예 12년〉이 1853년 출판되었고, 그의 이야기를 담은 스티브 매퀸의 영화 《노예 12년》이 2013년 공개되었다.

## 어린 시절
뉴욕주 미너바에서 태어났다. 자신의 부친 민터스가 한번 노예였다가 전 주인의 사망에 풀려났고, 그러므로 솔로몬과 그의 형 조지프는 자유를 알면서 자라왔다. 노섭은 농장에서 부친과 일하면서 자라왔으며 또한 바이올린 연주를 하기도 하였다.

## 가족과 농장 설립
1829년 크리스마스에 노섭은 혼혈 여성 앤 햄프턴과 결혼하였다. 부부는 3명의 자녀들 - 엘리자베스, 마거릿과 알론조를 두었다. 솔로몬과 앤은 노섭이 또한 가장 좋은 바이올린 연주자로서 공동체에서 명성을 가짐과 함께 킹스베리에서 1832년 농장을 설립하였다. 또한 자신의 부인이 또한 수요가 많은 요리 실력으로 소득을 벌 수 있으면서 부부는 잘 하여 1834년 새러토가 스프링스로 이주하였다. 거기서 노섭은 다른 직업들과 더불어 유나이티드 스테이츠 호텔에서 일하였다.

## 포로로 잡히다
1841년 3월 직업을 찾는 동안 노섭은 자신들이 서커스와 제휴되었다고 말한 2명의 남성들을 만났다. 시초적으로 단지 뉴욕으로 남성들을 동행하고 그들의 행위에 바이올린 반주를 마련할 의도였던 노섭은 워싱턴 D. C.로 멀리 남부로 그들과 여행을 떠나기로 확신되었다. 거기서 그는 남성들에 의하여 술에 취해지고, 포로로 잡히면서 심하게 매를 맞아 루이지애나주에서 노예로 팔렸다.

## 노예 생활의 공포
노섭은 포로로 잡힌 동안 다양한 힘드는 일을 하는 데 강요되었고, 자신이 멀리 보내진 것에 관한 두려움으로 한번 자유인으로 살았다는 것을 전혀 자신의 동료들에게 공개하지 않았다. 그는 준수하였고, 후에 어린 아들 랜덜이 뉴올리언스에서 있던 경매에서 자신으로부터 빼앗겨 노예로 팔린 일라이자 같이 다른이들의 곤경을 회상하였다.
노섭은 결국적으로 1843년 에드윈 엡스에게 팔려 바유부프에 거주하였다. 노섭이 생존한 아래 거기에 표준은 사악한 인내를 강요받은 노예들과 끔찍하게 폭력적 상황들과 함께 야만적이었다. 노섭은 또한 그의 미움으로 가득찬 부인으로부터 공격들을 두려워해야 한 동안 성적 학대의 엡스에 의하여 대상이 된 팻시를 알려고 왔으며, 그녀의 이야기는 노예 제도에서 정복된 많은 여성들의 시련들을 대표하였다.

## 석방과 사망
바유부프의 농원을 방문한 노예제 폐지론자 캐나다의 목수 새뮤얼 베이스는 노섭과 친구가 되었고 새로토거 스프링스의 음악가의 친구들에게 연락하여 그가 공동체의 자유 회원으로 있었다는 확인을 찾았다. 민터스와 그의 씨족이 그들의 이름을 가져간 것으로부터 가족의 일부였던 변호사 헨리 B. 노섭은 남부로 여행하여 1853년 솔로몬의 석방을 촉진하였다.
동년에 노섭은 회고록 〈노예 12년〉을 출판하였다. 그 세심함과 사려 깊은 품질로 알려진 작품은 베스트셀러가 되어 노예제 폐지론의 원인을 원조하였고, 후에 중요한 공공적 역사 문서가 되었다.
노섭은 그 후에 자신의 경험들에 강의들을 하였고, 탈출 노예들이 캐나다에 도달하는 데 도움을 준 지하철도와 함께 일하였다. 그는 후에 공공 생활로부터 사라졌고, 1863년 경에 죽었다고 생각되었으나 그의 사망일과 사망지는 아직도 미확인 된 상태이다.

## 유산과 영화들
많은 세월 후에 영화 제작자이자 사진가 고던 파크스는 노섭의 일생에 관한 미국의 극장 영화 《솔로몬 노섭의 오디세이》를 공개하였다. 그리고 새천년의 말기에 새러토가 스프링스의 주민 러네이 무어는 2002년 연간 발생으로서 도시에 의하여 세워진 "솔로몬 노섭의 날 : 자유의 축제" 이벤트를 설립하였다.
2013년 노섭에 의한 책에 기초를 둔 영화 스티브 매퀸 감독의 《노예 12년》이 공개되었으며, 추이텔 에지오포가 노섭의 역을 맡았다.

## 같이 보기
- 미국의 노예 제도